# A tu bola
A tu bola es un programa de televisión de entretenimiento presentado por Lara Álvarez y Florentino Fernández, producido por Bulldog TV para su emisión en Telecinco desde el 23 de diciembre de 2023.

## Formato
'A tu bola' rescata las canicas de la infancia en unos impresionantes circuitos. Los jugadores intentarán ser los primeros en cruzar la línea de meta, superando diferentes retos en donde la habilidad, la suerte y su control sobre la velocidad y la gravedad juegan un papel fundamental. El ganador o ganadora donará el premio a una causa benéfica.

## Equipo

### Presentador
| Presentador          | Información | Logo de Telecinco |
| Presentador          | Información | 2023              |
| -------------------- | ----------- | ----------------- |
| Lara Álvarez         | Periodista  |                   |
| Florentino Fernández | Humorista   |                   |

## Episodios y audiencias
| Temporada | Temporada | Episodios | Estreno                 | Final                   | Audiencia media | Audiencia media | Audiencia media |
| Temporada | Temporada | Episodios | Estreno                 | Final                   | Espectadores    | Share           |                 |
| --------- | --------- | --------- | ----------------------- | ----------------------- | --------------- | --------------- | --------------- |
|           | 1         | 2         | 23 de diciembre de 2023 | 30 de diciembre de 2023 | 798 000         | 7,4%            |                 |

### Temporada 1
| Episodio | Famosos                                         | Día de emisión | Audiencia      |
| -------- | ----------------------------------------------- | -------------- | -------------- |
| 1        | Nacho Guerreros Natalia Pocholo Martínez-Bordiú | 23/12/2023     | 886 000 (8,2%) |
| 2        | Mariló Montero Pablo Chiapella Jonan Wiergo     | 30/12/2023     | 710 000 (6,6%) |

## Versiones internacionales
El formato de televisión originario de Países Bajos se exportó principalmente en unos países europeos.

### Ediciones extranjeras
| País                            | Nombre del programa                         | Presentador(es)                                                                     | Canal | Fecha de primer episodio | Fecha de último episodio |
| ------------------------------- | ------------------------------------------- | ----------------------------------------------------------------------------------- | ----- | ------------------------ | ------------------------ |
| Países Bajos (formato original) | Marble Mania                                | Winston Gerschtanowitz                                                              | SBS 6 | 21 de enero de 2021      | Actualmente en emisión   |
| Alemania                        | Murmel Mania                                | Chris Tall y Frank Buschmann                                                        | RTL   | 11 de mayo de 2021       | 3 de febrero de 2023     |
| Alemania                        | Murmel Mania                                | Melissa Khalaj y Florian Schmidt-Sommerfeld Mirja Boes y Florian Schmidt-Sommerfeld | Sat.1 | 12 de julio de 2024      | Actualmente en emisión   |
| Francia                         | Marble Mania, l'incroyable course de billes | Camille Combal e Yohann Riou                                                        | TF1   | 25 de junio de 2021      | 13 de agosto de 2021     |
| Bélgica                         | Marble Mania                                | Kürt Rogiers                                                                        | VTM   | 12 de febrero de 2022    | 19 de marzo de 2022      |